# Руссоизм
Руссои́зм — система взглядов французского писателя и философа Жан-Жака Руссо.
Учение Руссо, явившееся реакцией против господства разума и провозгласившее права чувства, основано на принципе сентиментализма в сочетании с двумя другими принципами: индивидуализма и натурализма; кратко оно может быть определено как троякий культ: чувства, человеческой личности и природы. На этом базисе держатся все идеи Руссо: философские, религиозные, моральные, общественно-политические, исторические, педагогические и литературные, возбудившие массу последователей. Pуссо изложил свои идеи в трёх главных сочинениях: «Новой Элоизе», «Эмиле» и «Общественном договоре».

## «Новая Элоиза»
«Новая Элоиза» написана под очевидным влиянием Ричардсона. Pуссо не только взял аналогичный роману «Кларисса» сюжет — трагическую судьбу героини, погибающей в борьбе целомудрия с любовью или соблазном, — но и усвоил себе самый стиль чувствительного романа. «Новая Элоиза» имела невероятный успех; ею везде зачитывались, над нею проливали слёзы, обоготворяли её автора. Форма романа — эпистолярная; он состоит из 163 писем и эпилога. В настоящее время эта форма в значительной степени умаляет интерес чтения, но читателям XVIII века она нравилась, так как письма представляли лучший повод к бесконечным рассуждениям и излияниям во вкусе того времени. Все это было и у Ричардсона.
Pуссо внёс в «Новую Элоизу» много и своего, им лично пережитого и ему дорогого. Сен-Прё — это он сам, но вознесённый в сферу идеальных и благородных чувств; женские лица романа — образы женщин, оставивших след в его жизни; Вольмар — его друг Сен-Ламбер, сам предложивший ему развлекать графиню д’Удето; театр действий романа — его родина; наиболее драматические моменты романа разыгрываются на берегу Женевского озера. Всё это усиливало впечатление, которое производил роман.
Но главное его значение — в данных им новых типах и новых идеалах. Pуссо создал тип «нежного сердца», «прекрасной души», расплывающейся в чувствительности и слезах, всегда и во всём руководящейся во всех случаях жизни, во всех отношениях и суждениях — чувством. Чувствительные души Pуссо — не разновидность ричардсоновских. Они являются симптомом иного общественного настроения, чувствуют и любят иначе, чем их современники, хотят простора для проявления своих чувств, ищут уютных, укромных местечек под развесистым дубом, под тенью скалы, бегут из золочёных салонов.
Антагонизм, в который Pуссо поставил «дикаря» по отношению к культурному человеку, здесь находит своё объяснение и реальный смысл. Чувствительные люди Pуссо любят иначе, чем напудренные кавалеры салонов; они не ухаживают, переходя от одного предмета к другому, а любят со всей страстью души, для которой любовь есть суть жизни. Они возводят любовь из приятного препровождения времени на степень добродетели. Их любовь представляет собой высшую правду и поэтому не признаёт преград, которые ей ставят общественные условия и отношения. Изображение любви становится, таким образом, политической проповедью, называющей предрассудком препятствия, которые знатность и богатство противопоставляют «соединению сердец». Риторическое обличение неравенства находит здесь страстных сторонников; сострадание к героине, ставшей жертвой неравенства и деспотизма, подмывает ветхие устои общественного строя.
Во второй части Pуссо изменяет направление. Дав сначала полную волю потребностям любящего сердца, Pуссо провозглашает принцип нравственного долга, которому подчиняется сердце, не признающее внешних преград. Нелегко взвесить, какое громадное значение имело в своё время воззвание к нравственной идее долга в семейном быту и в супружеских отношениях со стороны такого популярного и влиятельного писателя, как Pуссо. Его заслуга умаляется тем, что он и в этом случае увлёкся своим чувственным воображением. Его Юлия — слабая представительница идеи долга. Он её постоянно ставит на краю пропасти; самые страстные сцены романа относятся именно ко второй его части и вселяют в читателе уверенность, что героиня не останется победительницей в борьбе долга с чувством; наконец, чтобы спасти принцип и сохранить честь героини, автор прибегает к трагическому окончанию романа (Юлия погибает в озере, спасая своего сына).

## «Эмиль»
Следующее произведение Pуссо, «Эмиль», посвящено проблеме воспитания детей. Замечательно, что именно дико выросший, невоспитанный Pуссо стал реформатором педагогики. У Pуссо были предшественники; в особенности он пользовался в «Эмиле» «мудрым» Локком, которого он, однако, далеко превзошёл, с помощью идеи контраста между природой и обществом и присущего ему чувства или чувствительности.
До Pуссо обращение с ребёнком всецело вытекало, так сказать, из понятия репрессии, а обучение заключалось в безалаберном вколачивании определённого рутиной количества мёртвых сведений. Pуссо исходил из мысли, что ребёнок — дар природы, как и «естественный человек»; задача педагогии — развить вложенные в него природой задатки, помочь ему усвоить себе необходимые для жизни в обществе знания, приноравливаясь к его возрасту, и научить его какому-нибудь делу, которое помогло бы ему «встать на ноги». Из этой мысли вытекали все здравые педагогические идеи и советы Pуссо: требование, чтобы матери сами вскармливали своих детей, протест против скручивания маленького тельца в пелёнках, забота о физическом воспитании и о соответствующей детским представлениям обстановке, осуждение преждевременного обучения, совет изыскивать способы приохотить ребёнка к учению, развивать в нём любознательность и наводить его на необходимые для него понятия, мудрое указание относительно наказаний — они должны быть естественным последствием поведения ребёнка и отнюдь не представляться ему делом чужого произвола и насилия над слабым.
В то же время «Эмиль» может быть назван романом не потому только, что заключает в себе историю одного воспитания; по меткому выражению Песталоцци, это — книга педагогических бредней. Причина этому заключается отчасти в искусственной обстановке, придуманной Pуссо для своего педагогического трактата, в карикатурном преувеличении здравых педагогических принципов и в чувствительном отношении ко всему, что Pуссо называл природой или относил на её счёт. Pуссо отбросил для своей педагогии классическую обстановку «Телемаха», но сохранил «ментора»: его Эмиль воспитывается не семьёй, а «гувернёром», играющим роль Провидения, при условиях, несбыточных для громадного большинства людей.
Верная идея, что воспитание и обучение должны иметь «эволюционный» характер, проявилась в искусственном разделении всего процесса воспитания на четыре пятилетия. Верная мысль, что воспитатель должен приохочивать ребёнка к учению и выжидать соответствующей поры для сообщения известных сведений, проводится в «Эмиле» в целом ряде несообразностей. Чтобы приохотить Эмиля к грамоте, его приглашают в гости записками, которые по его безграмотству остаются непрочитанными; восход солнца служит поводом к первому уроку космографии; из разговора с садовником мальчик впервые получает понятие о собственности; понятие о Боге ему сообщают в таком возрасте, до которого невозможно обходить религиозные вопросы.
В связи с этим стоит неисполнимая на практике система предохранения ребёнка от того, что он не должен знать или делать — например от чтения книг. Всего более фальши вносится в педагогию Pуссо его воззрением на природу и культурное общество, выраженным в словах: «все дело в том, чтобы не испортить человека природы, приноравливая его к обществу».
Ментор Эмиля простирает свою заботливость о нём до того, что заблаговременно выбирает для него невесту. Женщины, по мнению Pуссо, воспитываются для мужчины; если мальчик должен постоянно задаваться вопросом: «для чего это пригодно», то девочку должен занимать другой вопрос: «какое это произведёт впечатление». Pуссо, впрочем, сам подорвал веру в свою теорию воспитания женщин: Софья, вышедши замуж за Эмиля, ему изменяет, он, в отчаянии, становится скитальцем и попадает в рабы и советники алжирского бея. В «Эмиле» Pуссо является воспитателем не только юношества, но и общества; роман заключает в себе исповедь веры Pуссо и основы его философского мировоззрения.
Педагогия «Эмиля» искупает свои ошибки великим заветом, данным ею и детям, и взрослым: «научите воспитанника любить всех людей, даже тех, кто относится к ним с пренебрежением; ведите его так, чтобы он не причислял себя ни к какому классу, но умел бы себя узнать во всех; говорите с ним о человеческом роде с умилением, даже с состраданием, но отнюдь не с презрением. Человек не должен бесславить человека». Когда Pуссо писал «Эмиля», он уже удалился от идеала, который носился перед ним в рассуждении о причинах неравенства; он уже различает между дикарём в естественном состоянии и человеком природы в общественном состоянии; его задача — воспитать из Эмиля не дикаря, а «гражданина», который должен жить в общении с людьми.

### Религия
Свою исповедь Pуссо вложил в уста «Савоярскому викарию». По природе своей Pуссо был восприимчив к религии, но его религиозное воспитание было запущено; он легко поддавался противоречивым влияниям. В общении с кружком «философов»-атеистов для Pуссо выяснилась, наконец, свойственная ему точка зрения. Природа и тут была его исходной точкой, он противопоставлял её «испорченному человеку»; но природу в этом случае представляло для Pуссо внутреннее чувство. Это чувство говорило ему внятно о том, что в мире есть и разум, и воля, то есть о существовании Бога.
И Вольтер был деистом, но его естественная религия держалась на рационалистических аргументах. Pуссо главным образом руководился доказательством чувства; для него деизм был живым, непосредственным убеждением. На этом же была основана его вера в бессмертие души; Pуссо живо ощущал в себе свободу воли, как самобытную, творческую силу. К этому присоединялось у него нравственное начало, которое он выводил из совести. Что инстинкт для тела, то была в его глазах совесть для души. В необыкновенно сильных, поэтических выражениях прославляет он её, заключая словами: «О совесть, совесть, бессмертный и небесный голос, верный руководитель относительно добра и зла, делающий человека подобным Богу».
Этим нравственным началом определилось и отношение Pуссо к христианству. На вопрос: «вы христианин?» Сен-Прё отвечает за Руссо: «я стараюсь быть им». Ценя нравственную сторону христианства и поставленное им на первое месте начало любви, Pуссо благоговел перед Христом, резко отличаясь в этом отношении от современных ему французских философов. Но Pуссо был тем, что можно назвать вольным христианином: он «верил тому, что мог понять, и относился с уважением к остальному». Он ставил любовь выше веры и относился скептично к догме, что вовлекло его в ожесточённую полемику как с архиепископом парижским («Lettre à Mgr. Beaumont»), так и с кальвинистскими пасторами Швейцарии («Lettres de la Montagne»).
Этика Pуссо безусловно нуждалась в опоре религии, так как он не знал самостоятельного этического начала. Признавая совершённым все, что выходит из рук природы, Pуссо затруднялся объяснить происхождение зла и нашёл его в человеке. Это гармонировало с его философией истории, видевшей в культуре уклонение от первоначального Эдема. «Зло человек получил не от природы, а сам его себе создал: отбросьте пагубный прогресс, отбросьте наши страсти и пороки, отбросьте дело человека — и все будет хорошо». Стоя на этой точке зрения, Pуссо сходился с современными ему материалистами, выводившими добродетель и мораль из эгоизма. Pуссо также утверждал, что «любовь к людям вытекает из любви к себе», что «любовь к ближнему есть просветлённый, истинный эгоизм, переступающий за черту индивидуальных интересов».
Но, провозгласив самостоятельное начало совести, взывая к долгу в борьбе против страсти, Pуссо не мог оставаться в этических вопросах на материалистической точке зрения. И действительно, в полемике с философами Pуссо говорит о них: «они утверждают, что всякий содействует общественному благу из-за собственного интереса. Но чем же объяснить то, что праведник содействует этому благу себе в ущерб? Что значит идти на смерть ради собственной выгоды? Конечно, всякий действует только ради своего блага; но если не существует нравственного блага (bien moral), то никогда не удастся объяснить деятельность человека эгоизмом — или же придётся ограничиться объяснением поступков одних дурных людей».
Теория происхождения этики у Pуссо непоследовательна и не продумана; но его сила в том, что он вдохнул в этику чувство. Он внёс жизнь в отвлечённые правила морали и, согрев человеческое сердце, внушил ему этические идеалы.

## «Общественный договор»
«Общественный договор», или трактат «О принципах государственного (публичного) права» («Contrat Social») начинается с fortissimo: «человек рождён свободным и везде находится в цепях»! Как это случилось? Другими словами, как образовалось из естественного состояния современное общество, с его порабощением человека? Pуссо говорит, что «он этого не знает», то есть не хочет теперь этого касаться; примиряясь с совершившимся фактом, он ставит себе задачей выяснить, каким способом можно возникшее из неправды общество «сделать правомерным» (légitime). Это возможно лишь путём «общественного договора».
Основная проблема этого договора заключается в том, чтобы найти такую форму ассоциации, благодаря которой «каждый, соединяясь со всеми, повинуется только самому себе и остаётся также свободен, как был прежде». Эта цель, по мнению Pуссо, достигается полным отчуждением каждого члена общества, со всеми его правами, в пользу всей общины: отдавая себя целиком, всякий отдаёт себя на равных с другими условиях, и так как условия равны для всех, то никто не заинтересован в том, чтобы сделать их отяготительными для других. В этих словах заключается основной софизм, который Pуссо внёс в понятие общественного договора — софизм, впрочем, не лично ему принадлежавший, а бывший симптомом того общественного течения, которого Pуссо был предтечей и стал руководителем. Целью договора выставлено сохранение свободы — а вместо свободы участникам предоставляется равенство в безусловном подчинении целому, то есть в отсутствии свободы.
Путём общественного договора, состоящего в самоотчуждении индивидуумов в пользу целого, возникает коллективное и моральное тело (corps), общественное я, одарённое силой и волей. Это целое его члены называют государством — в объективном смысле, в субъективном же — верховным властителем или владыкой (Souverain). Установив субъект верховной власти, Pуссо тщательно определяет её свойства. Она, прежде всего, неотчуждаема, то есть ни к кому не может перейти; это утверждение направлено против учения Гроция и других, что народ, установив государство, передал верховную власть правительству. С положением о неотчуждаемости верховной власти находится также в связи осуждение всякого представительства.
Избрание представителя и передача ему своей воли, в глазах Pуссо — такое же позорное дело, как наём за себя солдата для защиты отечества. Pуссо глумится над Англией, колыбелью представительного правления; в его глазах англичане свободны лишь в тот момент, когда они призываются к избранию депутатов, а затем находятся опять в рабстве у последних. Pуссо стоит на точке зрения античных, городских демократий, не знавших представительства.
Затем верховная власть неделима: этим положением Pуссо отрицает распространённую в его время теорию о разделении верховной власти на власть законодательную, исполнительную и судебную; теоретиков разделения власти между отдельными органами Pуссо сравнивает с японскими шарлатанами, производящими фокус рассечения ребёнка на куски и подбрасывания их вверх, после чего ребёнок оказывается цел и невредим.
Наконец, верховная власть непогрешима. Субъектом верховной власти служит Общая воля (Volonté générale); она всегда стремится к общему благу и потому всегда права. Правда, Pуссо сам оговаривается по этому поводу: «народ всегда желает своего блага, но не всегда его видит; никому не удаётся испортить (corrompre) народ, но его часто обманывают». Но Pуссо считает возможным выйти из противоречия с помощью диалектики: он отличает от общей воли волю всех (volonté de tous), которая составляет сумму частных воль и имеет в виду частные интересы; если устранить из этих воль крайние, которые сами себя уничтожают, то в остатке, по мнению Pуссо, получится общая воля.
Чтобы обеспечить торжество общей воли над волей всех, Pуссо требует, чтобы в государстве не было политических и других партий; если же они существуют, то необходимо умножать их численность и предотвращать их неравенство, как это делали Солон, Нума и Сервий.
При такой высокой моральной оценке владыки-народа, при таком безусловном к нему доверии, Pуссо не мог скупиться при установлении пределов его власти. На самом деле он признает необходимым только одно ограничение: владыка не может налагать на подданных каких-либо оков, бесполезных для общества; но так как только самому владыке-народу предоставляется быть судьёй в этом вопросе, то личность, имущество и свобода каждого лица предоставляются безусловному усмотрению верховной власти.
Pуссо идёт даже ещё далее: он считает необходимой гражданскую религию. Её догматы немногочисленны (они совпадают с двумя основаниями его собственной религии: верой в существование Бога и бессмертием души), но Pуссо считает их обязательными для каждого гражданина, в качестве нравственных принципов. За верховной властью он признает право изгонять всякого, кто в них не верит, а тех, кто признав эти принципы, будет себя вести, как если бы они не верили в них, подвергать смертной казни, как величайших преступников, «ибо они обманули закон».
От владыки (le Souverain) Pуссо отличает правительство (le Gouvernement). Правительство может иметь форму монархическую или какую-либо другую, но во всяком случае оно ставленник и служитель (ministre) владыки-народа, который имеет во всякое время право его изменить или заменить. По теории Pуссо, это не какое-либо идейное или потенциальное право, далёкое от осуществления: существование правительства периодически — и в краткие сроки — подвергается вопросу в буквальном смысле.
Народному собранию, при его открытии, должны быть всегда предлагаемы два вопроса: «угодно ли владыке сохранить существующую форму правительства» и «угодно ли народу оставить администрацию в руках тех, на кого она возложена?» Отношения между владыкой и правительством Pуссо уподобляет отношениям, существующим в человеке между физической силой и приводящей её в движение психической волей. Правительству принадлежит лишь исполнение законов; установление их согласно с общей волей, есть дело народа.
Таков остов политической конструкции, заключающейся в первых главах «Общественного договора». Для его оценки необходимо сопоставить политическую теорему Pуссо с теорией его предшественников, в особенности Локка и Монтескьё. К «общественному договору» прибегает и Локк, объясняя им происхождение и назначение государства. И у него люди в «естественном состоянии» свободны; они вступают в общество, чтобы сохранить, с его помощью, свою свободу. Сохранение свободы составляет назначение общественного союза; его власть над жизнью и имуществом его членов не простирается далее, чем нужно для этой цели. Pуссо, вводя естественного человека в общество для сохранения свободы, заставляет его всецело отдать свою свободу в жертву общественному союзу и создаёт государство с безусловной властью над гражданами, которые, в возмездие за полное отчуждение свободы, получают лишь равную долю в общей власти. Pуссо возвращается, в этом отношении, к предшественнику Локка, Гоббсу, конструировавшему в Левиафане абсолютизм государства; разница только в том, что Гоббс сознательно стремился упрочить на этом основании монархический абсолютизм, а Pуссо бессознательно работал в пользу деспотизма демократии.
Pуссо ставили в упрёк, что он посредством общественного договора думал объяснить происхождение государства из естественного состояния. Как видно из вышеприведённого анализа — это несправедливо. Pуссо осторожнее Локка и отговаривается незнанием от объяснения происхождения государства. Он хочет лишь объяснить происхождение правового государства и отрицает, чтобы ходячие объяснения государства из семейного быта или из завоевания могли пригодиться для этой цели, так как «факт» не составляет ещё права. Но основанное на общественном договоре правовое государство Pуссо — вовсе не государство; его правовой характер основан лишь на софизме; предполагаемый им общественный договор — вовсе не договор, а фикция.
Государство Pуссо периодически возвращается в «естественное состояние», становится анархией, постоянно подвергает опасности существование самого общественного договора. Напрасно Pуссо в конце своего трактата посвятил особую главу развитию тезиса, что общая воля неразрушима. Если в среде народа не установится согласие относительно формы правительства, то к чему же послужит общественный договор?
Вся суть теории Pуссо — в понятии общей воли. Эта воля есть сумма воль отдельных граждан (женщины, дети и сумасшедшие не принимаются в расчёт). Условием такой общей воли является единодушие; в действительности же это условие всегда отсутствует. Для устранения этого затруднения Pуссо прибегает или к псевдоматематическому способу аргументации — отсекая крайности, он середину принимает за общую волю, — или к софизму. «Когда, — говорит он, — в народном собрании предлагается закон, то граждан собственно (précisément) не спрашивают, одобряют ли они предложение или отвергают его, но согласно ли оно или нет с общей волей, которая и есть их воля. Каждый, подавая свой голос, высказывает своё мнение об этом и из счета голосов вытекает объявление общей воли».
С этой точки зрения все, что угодно случайному большинству или части граждан, принятой за большинство, становится правом. Но это уже не будет правовым государством Pуссо, в котором всякий, отдавая себя всецело обществу, получает назад эквивалент того, что он отдал. При таких условиях нельзя признать утешением оговорку, делаемую Pуссо; чтобы «общественный договор» не был пустой формой, он вводит в его состав обязательство, которое одно в состоянии дать силу всем остальным, а именно, что если кто бы то ни было отказался повиноваться общей воле, он будет принуждён к этому всем союзом; другими словами, его принудят к свободе (on le forcera d'être libre)!
Pуссо обещал в «Эмиле» доказать, что человек «в общественном договоре свободнее, чем в естественном состоянии». Как видно из приведённых выше слов, он этого не доказал: в его государстве лишь большинство свободно делать что ему угодно. Наконец, «Общественный договор» Pуссо — вовсе не договор. Договор предполагает определённый акт воли со стороны договаривающихся. Так было у Локка, который предполагал, что некоторые государства, например Венеция, фактически произошли из договора и что в настоящее время достигающий совершеннолетия юноша, если остаётся в государстве, где родился, молча вступает в договор с обществом. У Pуссо существование фактического договора нигде не установлено; это — только юридическая фикция, но никогда ещё из фикции не было выводимо такой безусловной власти.
Pуссо не ограничивается вышеизложенной краткой схемой, составляющей его суть, а тянется, становясь все скучнее, на протяжении четырёх книг. Эта «вторая» часть находится вне логической связи с первой и составлена в совершенно ином настроении. Можно думать, что лавры Монтескьё не давали покоя Pуссо: он считал себя призванным быть тем законодателем народов, о котором он говорит в III главе II книги. Читая эту главу, можно думать, что Pуссо относился скептически не только к правительствующей демократии, но и к законодательствующей, так как он из рассмотрения сущности законов выводит необходимость особого законодателя. Правда, к этому законодателю он предъявляет чрезвычайные требования: «чтобы открыть лучшие общественные правила, пригодные народам, необходимо лицо с высшим умом, которое знало бы все людские страсти и не испытывало бы ни одной, не имело бы никакого отношения к нашей природе и ведало бы её до глубины»; «нужны боги, чтобы давать законы людям». Pуссо, однако, допускает существование таких законодателей. Он говорит о Ликурге и делает глубоко верное замечание о Кальвине, что видеть в нём лишь богослова, значит, плохо знать объём его гения. Рассуждая о законах, Pуссо не столько, впрочем, имел в виду Ликурга и Кальвина, сколько автора «Духа законов». Слава Монтескьё основана на сочетании политической теории с политической наукой, то есть с наблюдением над формами государства, над зависимостью законов от политических, климатических и других условий жизни, над их взаимодействием, над особенно поучительными историческими явлениями и т. п. И Pуссо хотелось испробовать свои способности на этом поприще. Отступая от Монтескьё, он постоянно его имеет в виду; как и в «Духе законов», последняя книга «Общественного договора» посвящена рассуждениям исторического свойства (но не феодализму, как у Монтескьё, а римским комициям, трибунату, диктатуре, цензуре и т. д.).
Наиболее интересную часть этого продолжения «Общественного договора» представляют главы, трактующие о формах правительства. В сущности, с точки зрения «Общественного договора» всякие рассуждения о формах правительства излишни, так как они все собственно представляют собой самодержавные демократии. Но Pуссо, не обращая внимания на свою теорию, приступает к практическому рассмотрению различных правительственных форм и их свойств. Он держится при этом обычного разделения правительств на монархические, аристократические и демократические, признавая ещё смешанные. Подробнее всего рассуждает он о том правительстве, которое совершенно невозможно при полной зависимости правительства от верховного «владыки» — о правительстве монархическом. Pуссо упоминает кратко о преимуществе монархии, заключающемся, по его мнению, в сосредоточении сил государства и единстве направления, и пространно излагает её недостатки. «Если все направлено в монархии к одной цели, — заключает Pуссо, — то эта цель не есть общественное благоденствие»; монархия целесообразна только в государствах большого объёма, но такие государства не могут быть хорошо управляемы. После этого можно было ожидать, что Pуссо будет восхвалять демократию; но «соединение в одно верховной и правительственной власти», то есть двух властей, которые должны быть различны, даёт, по его словам, «правительство без правительства». «Настоящей демократии никогда не существовало и никогда не будет существовать. Противно естественному порядку вещей, чтобы большинство (le grand nombre) управляло, а меньшинство было управляемо». К этим теоретическим затруднениям прибавляются практические; никакое другое правительство так не подвержено междоусобиям и внутренним волнениям и не требует столько осмотрительности и твёрдости для своего обеспечения. Поэтому — заключает Pуссо главу о демократии — если бы существовал народ богов, он мог бы управляться демократически; столь совершённое правление не годится для людей.
Pуссо склоняется на сторону аристократии и различает три формы её: природную, избирательную и наследственную. Первая, власть родовых старшин, встречается у первобытных народов; последняя — худшее из всех правительств; вторая, то есть аристократия в собственном смысле этого слова — лучшая форма правления, ибо самый лучший и естественный порядок вещей тот, где самые мудрые управляют толпой, если только иметь в виду не свою, а её выгоду. Эта форма пригодна государствам не слишком большим и не слишком малым; она требует меньше добродетелей, чем демократия, но для неё необходимы некоторые ей присущие добродетели: умеренность со стороны богатых, довольство существующим (contentement) со стороны бедных. Слишком строгое равенство было бы здесь, по словам Pуссо, неуместно: его не было даже в Спарте. Некоторое различие состояний полезно для того, чтобы заведование общественными делами было поручено тем, кто обладает для того большим досугом. Смешанным или сложным правительствам Pуссо посвящает лишь несколько слов, хотя, с его точки зрения, собственно говоря, и не существует «простых правительств». В посвящённой этому вопросу главе Pуссо совершенно упускает из вида свою основную теорию, рассматривая свойства и недостатки отдельных правительств, например английского и польского, не имевших никакого отношения к «Общественному договору».

## Влияние Руссо наВеликую французскую революцию
Вышеизложенное политическое учение Pуссо носит на себе явные черты влияния Женевы. Монтескьё, желая водворить в своём отечестве политическую свободу, набросал отвлечённую схему конституционной монархии и заимствовал её очертания из Англии, родины парламентаризма. Pуссо проводил в политическую жизнь принципы народовластия и равенства, они ему были внушены традициями его родины, женевской республики. Женева, добившись с помощью реформации полной независимости от своего владетельного епископа и герцога Савойского, стала народоправством, суверенной демократией.
Полновластное общее собрание граждан (le Grand Conseil) учредило государство, установило для него правительство и даже дало ему религию, объявив учение Кальвина государственной религией. Этот демократический, полный ветхозаветных теократических преданий дух ожил в Pуссо, потомке гугенотов. Правда, с XVI в. этот дух ослабел в Женеве: правительство (le Petit Conseil) на самом деле стало решающей силой. Но именно с этой городской управой Pуссо был не в ладах; её преобладанию он приписывал всё то, что ему не нравилось в современной ему Женеве — её отпадение от первоначального идеала, как он себе его представлял. И этот-то идеал носился перед ним, когда он стал писать свой «Общественный договор». Десять лет спустя после смерти Pуссо, Франция вступила в кризис, аналогичный тому, который был пережит в России 1998 года и мире 2009—2010.
В письме к Гримму он даже восклицает: «действительно испорчены не столько те народы, у которых законы плохи, сколько те, кто их презирает». По тем же причинам Pуссо, когда ему пришлось иметь дело хотя и с чисто теоретическими рассуждениями о политических реформах во Франции, отнёсся к ним с чрезвычайной осторожностью. Разбирая проект аббата де Сен-Пьера, предлагавшего королю окружить себя выборными советниками, Pуссо писал: «для этого нужно было бы начать с разрушения всего существующего, а кому неизвестно, как опасен в большом государстве момент анархии и кризиса, необходимо предшествующий установлению нового строя. Уже одно введение в дело выборного начала должно повлечь за собой страшное потрясение и скорее произвести судорожное и беспрерывное колебание каждой частицы, чем придать силу всему телу… Если бы даже все преимущества нового плана были бесспорны, то какой здравомыслящий человек дерзнул бы уничтожить древние обычаи, устранить старые принципы и изменить ту форму государства, которая постепенно создавалась длинным рядом тринадцати веков?…» И этот самый робкий человек и мнительный гражданин стал Архимедом, выбившим Францию из её вековой колеи. Рычагом послужил «Общественный договор» и выведенный из него принцип неотчуждаемого, нераздельного и непогрешимого народовластия. Исход из роковой дилеммы, наступившей для Франции весной 1789 г. — «реформа или революция» — обуславливался решением вопроса, сохранится ли учредительная власть правительства или безусловно перейдёт к национальному собранию. Вопрос этот был предрешён трактатом Pуссо — тем глубоким убеждением в святости догмата народовластия, которое он во всех вселил. Убеждение было тем глубже, что оно коренилось ещё в другом принципе, проводимом Pуссо, — в принципе отвлечённого равенства.
«Общественный договор» знает властный народ лишь в виде однородной массы, чуждающейся всяких различий. И Pуссо не только сформулировал принципы 1789 г., он дал и самую формулу перехода от «старого порядка» — к новому, от генеральных штатов — к «национальному собранию». Знаменитая брошюра Сиейса, подготовившая этот переворот, вся заключается в следующих словах Pуссо: «то, что в известной стране дерзают называть третьим сословием (tiersétat), это-то и есть народ. Это прозвище обнаруживает, что на первом и на втором плане поставлен частный интерес первых двух сословий, общественный же интерес поставлен на третьем месте».
К числу принципов 1789 г. принадлежит свобода, которую национальное собрание долго и искренно старалось водворить; но она стала несовместима с дальнейшим неудержимым ходом революции. Pуссо дал лозунг к переходу во второй фазис революции — якобинский, — признав законным принуждение, то есть насилие для целей свободы. В этом роковом софизме — всё якобинство. Напрасно стал бы кто-нибудь отмечать изречения, которыми Pуссо наперёд осуждал отдельные черты якобинской политики и террора. «Там нет, — говорит, например, Pуссо, — общей воли, где отдельная партия так велика, что берёт верх над другими». С этой точки зрения провозглашённая в 1793 г. якобинская диктатура противна принципу народовластия.
Pуссо презрительно отворачивается от той части народа, которая была впоследствии орудием якобинского владычества — от «черни отупевшей, бестолковой, подстрекаемой смутьянами, способной лишь продать себя, предпочитающей хлеб свободе». Он отвергает с негодованием самый принцип террора, восклицая, что принести в жертву невинного для спасения толпы — один из наиболее отвратительных принципов тирании. Такие антиякобинские выходки Pуссо дали одному из самых ярых приверженцев политики «общественного спасения» основательный повод провозгласить Pуссо «аристократом», достойным гильотины. Несмотря на это, Pуссо был главным предтечей того переворота, который в конце XVIII в. произошёл во Франции.
Справедливо было сказано, что революционный характер Pуссо проявляется главным образом в его чувствах. Он создал то настроение, которое обеспечивало успех теории общественного договора. Идущая от Pуссо струя революционных чувств обнаруживается в двух направлениях — в обличении «общества» и в идеализации «народа». Противопоставляя обществу своего времени озарённую блеском поэзии и идиллического чувства природу, Pуссо приводит в смущение общество своими упрёками в искусственности и вселяет в него сомнение в самом себе. Его философия истории, обличая происхождение общества из коварства и насилия, становится для него живым укором совести, лишает его охоты постоять за себя. Наконец, злобное чувство, которое Pуссо питает к знатным и богатым и которое он искусно влагает в уста аристократическому герою («Новая Элоиза»), побуждает его приписывать им пороки и отрицать способность их к добродетели. Испорченному верхнему слою общества противополагается «народ». Бледное рационалистическое представление о народе-владыке получает — благодаря идеализации массы, живущей инстинктом и не попорченной культурою — плоть и кровь, возбуждает чувства и страсти.
Понятие народа у Pуссо становится всеобъемлющим: он его отождествляет с человечеством (c’est le peuple qui fait le genre humain) или заявляет: «то, что не входит в состав народа, так ничтожно, что не стоит труда его считать». Иногда под народом разумеется та часть нации, которая живёт в общении с природой, в близком к ней состоянии: «деревенский народ (le peuple de la campagne) составляет нацию». Ещё чаще понятие народа суживается у Pуссо до пролетариата: под народом он тогда разумеет «жалкую» или «несчастную» часть народа. Он сам себя к ней причисляет, то умиляясь над поэзией бедности, то скорбя о ней и выступая «печальником» о народе. Он утверждает, что настоящее государственное право ещё не выработано, потому что никто из публицистов не брал в расчёт интересов народа. Pуссо с резкой иронией упрекает своих знаменитых предшественников за такое пренебрежение к народу: «народ не раздаёт ни кафедр, ни пенсий, ни академических должностей, а потому-то книжники (faiseurs de livres) и не заботятся о нём». Печальная доля народа наделяет его в глазах Pуссо новой симпатической чертой: в бедности он видит источник добродетели.
Постоянная мысль о собственной бедности, о том, что он жертва общественной тирании, слилась у Pуссо с сознанием его нравственного превосходства перед другими. Это представление о добром, чувствительном и угнетённом человеке он перенёс на народ — и создал идеальный тип добродетельного бедняка (le pauvre vertueux), который и есть на самом деле законный сын природы и истинный господин всех сокровищ земли. С этой точки зрения не может быть милостыни: благотворение есть лишь возвращение долга. Гувернёр Эмиля, подавший милостыню, поясняет своему ученику: «друг мой, я делаю это потому, что когда бедные соблаговолили, чтобы были на свете богатые, последние обещали кормить тех, кто не может содержать себя ни своим имуществом, ни с помощью труда». Именно таким сочетанием политического рационализма и социальной чувствительности Pуссо стал духовным руководителем революции 1789—94 гг.